# Мевлют Ердінч
Мевлют Ердінч (тур. Mevlüt Erdinç, нар. 25 лютого 1987, Сен-Клод) — турецький футболіст, нападник німецького клубу «Ганновер 96» і національної збірної Туреччини, дворазовий володар Кубка Франції.

## Клубна кар'єра
У дорослому футболі дебютував 2003 року виступами за команду клубу «Сошо», в якій провів шість сезонів, взявши участь у 78 матчах чемпіонату. За цей час виборов титул володаря Кубка Франції.
Своєю грою за цю команду привернув увагу представників тренерського штабу клубу «Парі Сен-Жермен», до складу якого приєднався 2009 року. Відіграв за паризьку команду наступні три сезони своєї ігрової кар'єри. Більшість часу, проведеного у складі «Парі Сен-Жермен», був основним гравцем атакувальної ланки команди.
Протягом 2012–2013 років захищав кольори команди клубу «Ренн».
До складу клубу «Сент-Етьєн» приєднався 2013 року. Протягом наступних двох сезонів встиг відіграти за команду з Сент-Етьєна 53 матчі в національному чемпіонаті.
У липні 2015 року перейшов за 3,5 млн. євро до німецького клубу «Ганновер 96», з яким уклав трирічний контракт.

## Виступи за збірні
Протягом 2007–2008 років залучався до складу молодіжної збірної Туреччини. На молодіжному рівні зіграв у 5 офіційних матчах, забив 2 голи.
2008 року дебютував в офіційних матчах у складі національної збірної Туреччини. Наразі провів у формі головної команди країни 37 матчі, забивши 8 голів.
У складі збірної був учасником чемпіонату Європи 2008 року в Австрії та Швейцарії.

## Статистика виступів

### Статистика клубних виступів
| Сезон                       | Клуб                        | Чемпіонат                   | Чемпіонат | Чемпіонат | Національний кубок | Національний кубок | Національний кубок | Континентальні кубки | Континентальні кубки | Континентальні кубки | Суперкубок | Суперкубок | Суперкубок | Усього | Усього |
| Сезон                       | Клуб                        | Ліга                        | Ігор      | Голів     | Ліга               | Ігор               | Голів              | Ліга                 | Ігор                 | Голів                | Ліга       | Ігор       | Голів      | Ігор   | Голів  |
| --------------------------- | --------------------------- | --------------------------- | --------- | --------- | ------------------ | ------------------ | ------------------ | -------------------- | -------------------- | -------------------- | ---------- | ---------- | ---------- | ------ | ------ |
| 2003-04                     | «Сошо»                      | Л1                          | 0         | 0         | КФ+КЛ              | 0                  | 0                  | —                    | —                    | —                    | —          | —          | —          | 0      | 0      |
| 2004-05                     | «Сошо»                      | Л1                          | 0         | 0         | КФ+КЛ              | 0                  | 0                  | —                    | —                    | —                    | —          | —          | —          | 0      | 0      |
| 2005-06                     | «Сошо»                      | Л1                          | 9         | 2         | КФ+КЛ              | 0                  | 0                  | —                    | —                    | —                    | —          | —          | —          | 9      | 2      |
| 2006-07                     | «Сошо»                      | Л1                          | 4         | 0         | КФ+КЛ              | 0+1                | 0                  | —                    | —                    | —                    | —          | —          | —          | 5      | 0      |
| 2007-08                     | «Сошо»                      | Л1                          | 29        | 11        | КФ+КЛ              | 2+1                | 0                  | —                    | —                    | —                    | —          | —          | —          | 32     | 11     |
| 2008-09                     | «Сошо»                      | Л1                          | 36        | 11        | КФ+КЛ              | 1+1                | 0+1                | —                    | —                    | —                    | —          | —          | —          | 38     | 12     |
| Усього за «Сошо»            | Усього за «Сошо»            | Усього за «Сошо»            | 78        | 24        |                    | 6                  | 1                  |                      | —                    | —                    |            | —          | —          | 84     | 25     |
| 2009-10                     | «Парі Сен-Жермен»           | Л1                          | 31        | 15        | КФ+КЛ              | 6+0                | 4+0                | —                    | —                    | —                    | —          | —          | —          | 37     | 19     |
| 2010-11                     | «Парі Сен-Жермен»           | Л1                          | 34        | 8         | КФ+КЛ              | 6+3                | 0                  | ЛЄ                   | 10                   | 1                    | —          | —          | —          | 53     | 9      |
| 2011-січ. 2012              | «Парі Сен-Жермен»           | Л1                          | 11        | 1         | КФ+КЛ              | 1+1                | 0+1                | ЛЄ                   | 6                    | 0                    | —          | —          | —          | 19     | 2      |
| Усього за «Парі Сен-Жермен» | Усього за «Парі Сен-Жермен» | Усього за «Парі Сен-Жермен» | 76        | 24        |                    | 17                 | 5                  |                      | 16                   | 1                    |            | —          | —          | 109    | 30     |
| січ.-лип. 2012              | «Ренн»                      | Л1                          | 12        | 4         | КФ+КЛ              | 2+0                | 0                  | —                    | —                    | —                    | —          | —          | —          | 14     | 4      |
| 2012-13                     | «Ренн»                      | Л1                          | 32        | 10        | КФ+КЛ              | 1+4                | 0+3                | —                    | —                    | —                    | —          | —          | —          | 37     | 13     |
| 2013-14                     | «Ренн»                      | Л1                          | 3         | 1         | КФ+КЛ              | 0                  | 0                  | —                    | —                    | —                    | —          | —          | —          | 3      | 1      |
| Усього за «Ренн»            | Усього за «Ренн»            | Усього за «Ренн»            | 47        | 15        |                    | 7                  | 3                  |                      | —                    | —                    |            | —          | —          | 54     | 18     |
| Усього за кар'єру           | Усього за кар'єру           | Усього за кар'єру           | 201       | 63        |                    | 30                 | 9                  |                      | 16                   | 1                    |            | —          | —          | 247    | 73     |

## Титули і досягнення
- Переможець Кубка Меридіан: 2005
- Володар Кубка Франції (2):

«Сошо»: 2006-07
«Парі Сен-Жермен»: 2009-10